# Grdzeli nateli dgheebi
Grdzeli nateli dgheebi é um filme de drama georgiano de 2013 dirigido e escrito por Nana Ekvtimishvili e Simon Groß. Foi selecionado como representante da Geórgia à edição do Oscar 2014, organizada pela Academia de Artes e Ciências Cinematográficas.

## Elenco
- Lika Babluani - Eka Khizanishvili
- Mariam Bokeria - Natia Zaridze
- Zurab Gogaladze - Kote
- Data Zakareishvili - Lado
- Ana Nijaradze - Ana